# Kostel svatého Bartoloměje (Holedeček)
Kostel svatého Bartoloměje je římskokatolický farní kostel v Holedečku v okrese Louny zasvěcený svatému Bartoloměji. Od roku 1958 je chráněn jako kulturní památka České republiky. Stojí ve vyvýšené poloze nad návsí obklopený hřbitovní zdí.

## Historie

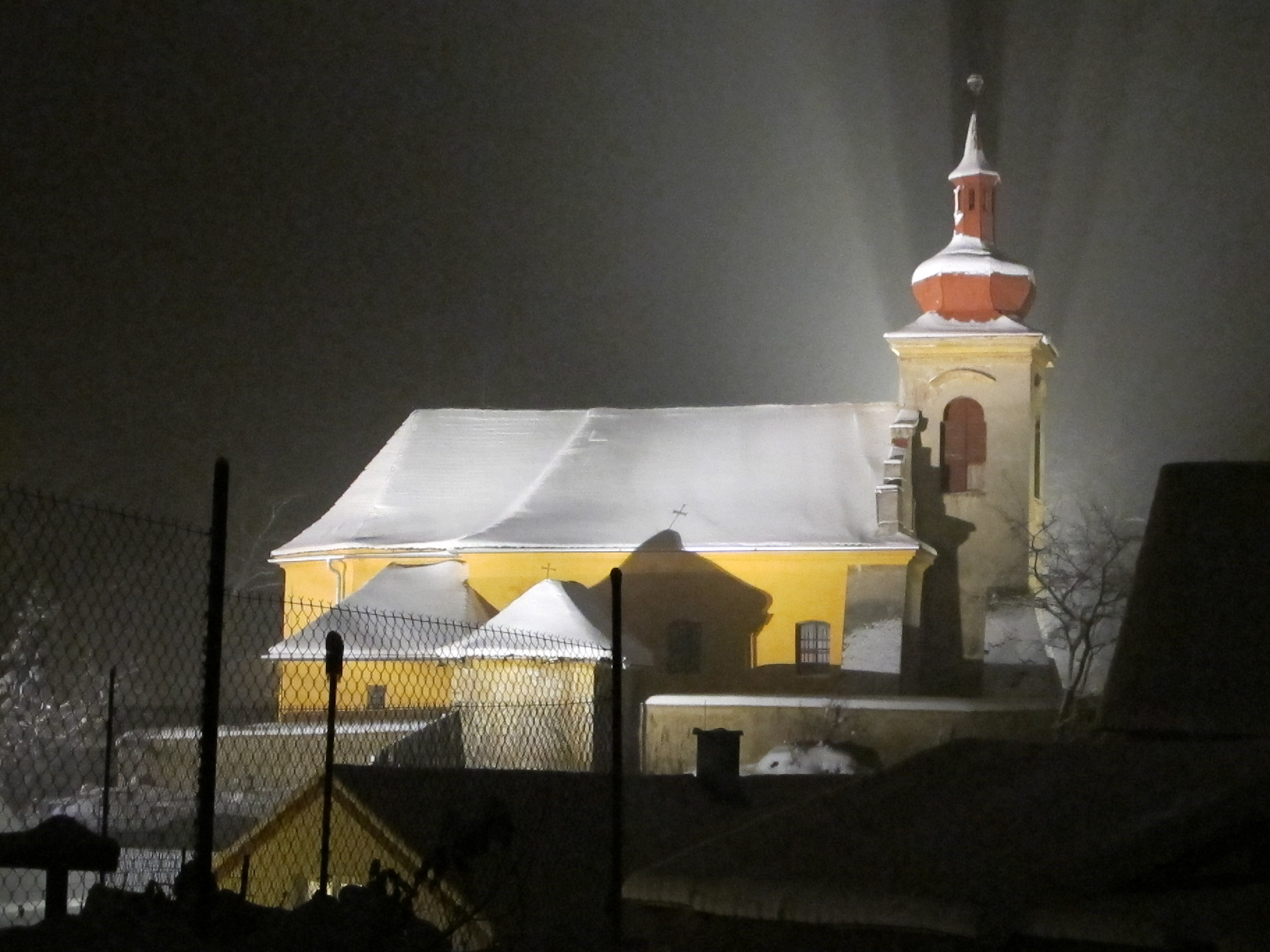
Noční pohled na kostel

První písemná zmínka o kostele pochází z roku 1350. Místnímu faráři tehdy uložila pražská arcidiecéze vyhlásit v něm exkomunikaci rytíře Jaroslava ze Stránek. Rozsah farnosti nelze stanovit s jistotou. Je pravděpodobné, že měla stejný územní rozsah, jako když byla v roce 1812 obnovena a kdy do ní patřily Holedeč, Holedeček, Veletice a Stránky.
Do začátku husitské revoluce je známo několik jmen holedečských farářů. Poslední z nich byl roku 1416 kněz Hanuš, který přišel z Kolešovic. Patronátní právo vykonávali vždy rytíři s predikátem "z Holedeče" a rovněž "ze Stránek", sousední vesnice, kteří měli v Holedečku rovněž majetek. Holedečská farnost se ve středověku ve srovnání s jinými řadila mezi průměrně zajištěné. V letech 1384–1405 platila 12 grošů papežského desátku. Po husitských válkách fara zřejmě zanikla. Časově nejbližší zpráva po roce 1416 pochází až z roku 1626, kdy byl holedečský kostel filiálním k děkanskému kostelu Nanebevzetí Panny Marie v Žatci.
V roce 1787 se při kostele začaly vést matriky, roku 1788 byl kostel povýšený na lokálii a od roku 1812 byl opět samostatnou farností, k níž měli patronát, stejně jako k žateckému děkanskému kostelu, premonstráti ze strahovského kláštera.

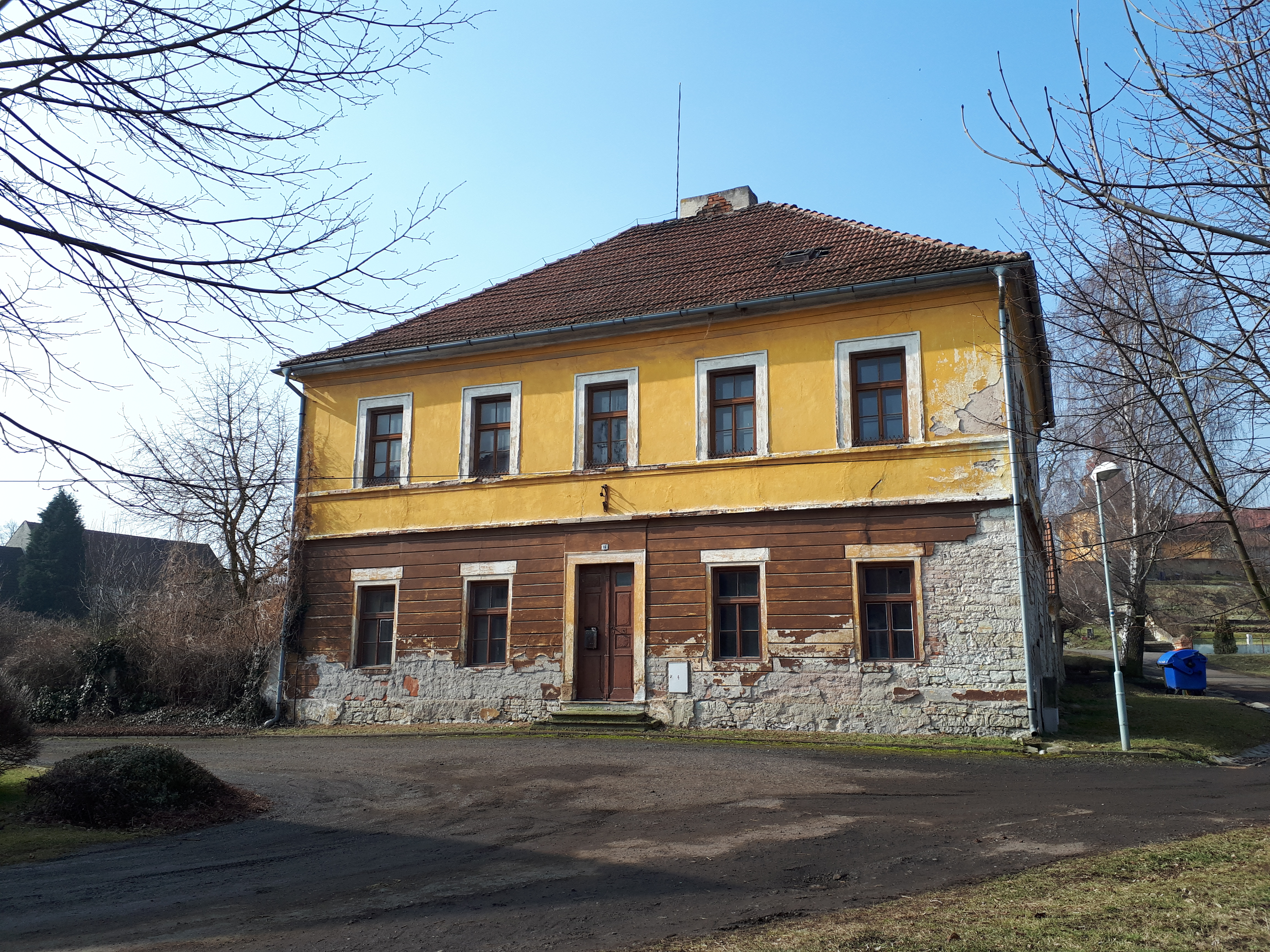
Bývalá fara z roku 1846

Prvním farářem se stal P. Norbert Lehmann, který při kostele působil už jako lokalista. Lehmann se zapsal do dějin hudby, když za druhé Mozartovy návštěvy v Praze roku 1787 zachytil jeho improvizaci na varhany v klášteře na Strahově. Lehmann se postaral o inovaci mobiliáře kostela, v Holedečku nechal u křižovatky cesty na Měcholupy postavit výklenkovou kapli a založil farní archiv.
Údaj o požáru kostela v roce 1737 bez udání pramene uvádí ve své topografii Ernst Sommer, od něhož ho převzal Emanuel Poche. Že v té době v Holedečku skutečně hořelo ale dokládá poznámka v berní rule, podle níž byly v roce 1738 tři velké statky ve vsi osvobozeny od placení daně, protože vyhořely.
V archivu litoměřického biskupství je uložena farní kronika Holedečku z let 1826–1949. Obsahuje informace o některých stavebních úpravách církevního majetku: v roce 1826 byly postaveny schody z návsi ke kostelnímu návrší, 1832 byla stržena stará ohradní zeď kolem hřbitova při kostele a postavena nová a roku 1846 byla postavena farní budova čp. 16.
V roce 2013 kostel, areál starého hřbitova kolem něj a budovu fary zakoupila od církve obec Holedeč.
Duchovní správci kostela jsou uvedeni na stránce: Římskokatolická farnost Holedeček.

## Stavební podoba
Dochovaná podoba pochází ze třicátých let 18. století, kdy byl kostel nově postaven. V exteriéru ani interiéru stavby se nenacházejí žádné viditelné stavební prvky, které by naznačovaly pozůstatky starší budovy. Poche uvádí, že byl kostel upravován ještě v roce 1789. Nelze to vyloučit, úpravy mohly souviset se zřízením lokálie rok před tím.
Jednolodní kostel je na severovýchodní straně uzavřen trojboce ukončeným presbytářem, u jehož severní strany stojí sakristie zaklenutá valenou klenbou. Před západní průčelí ukončené barokním štítem předstupuje v ose lodi hranolová věž. Fasádu člení pouze segmentově zakončená okna s barokním rámováním. Uvnitř plochostropé lodi se nachází dřevěná kruchta. Presbytář má plackovou klenbu na pilastrech, která v závěru přechází v konchovitý útvar.

## Zařízení

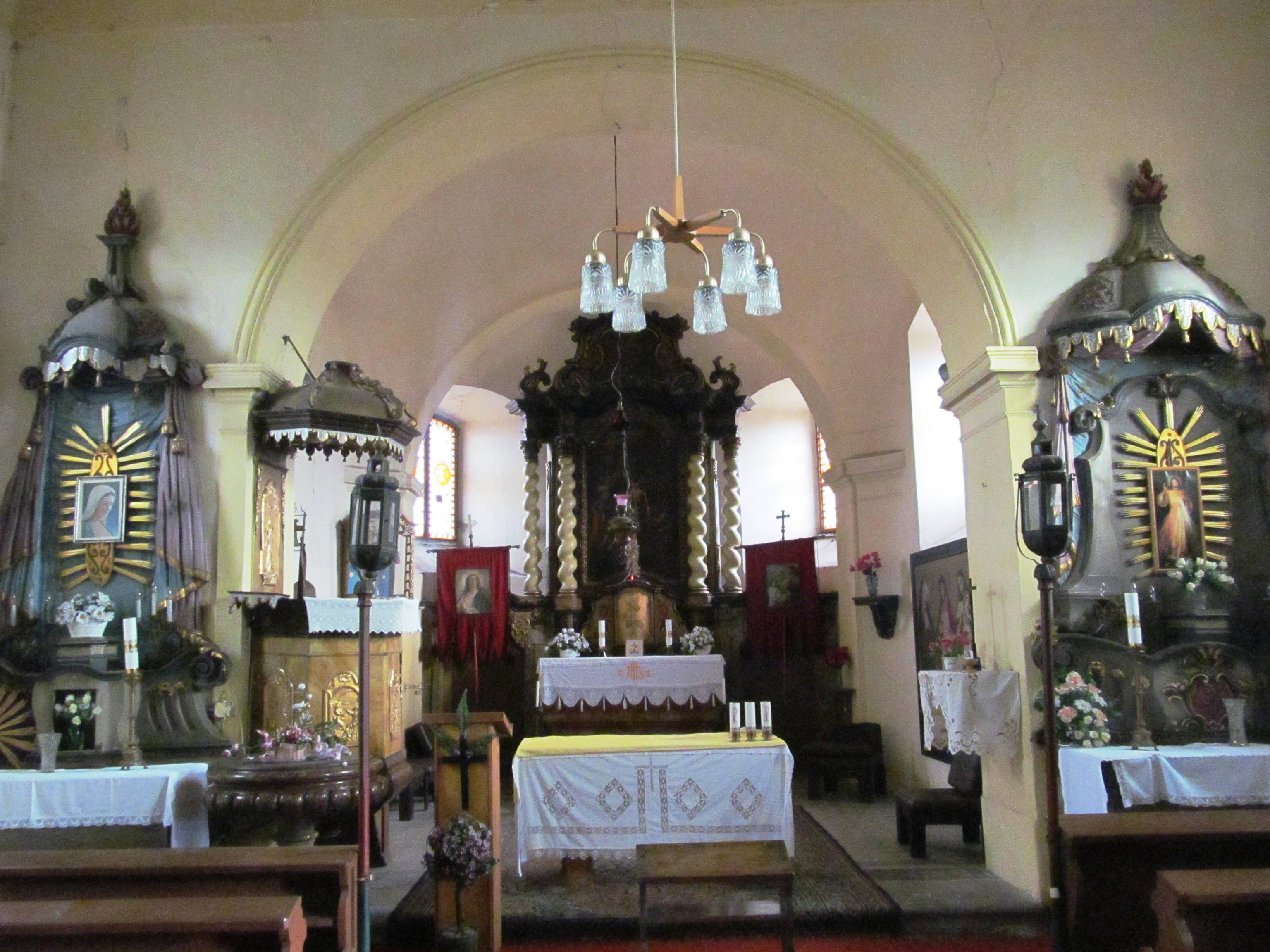
Pohled do presbytáře kostela

Varhany z roku 1895

Hlavní oltář s obrazem Umučení svatého Bartoloměje od chomutovského malíře Andrease Fridricha z roku 1803 byl spolu s kazatelnou upraven žateckým řezbářem F. Grundtem v letech 1797–1803. Na epištolní straně presbytáře je umístěna novodobá kopie pozdně gotické desky, na které jsou zobrazeni svatý Jan Evangelista, Kristus Trpitel a Panna Marie. V sedmdesátých letech dvacátého století k vybavení patřily sochy Nejsvětějšího Srdce Páně a Neposkvrněného početí Panny Marie na bočních oltářích. V presbytáři visel obraz svatého Norberta od kadaňského malíře J. Roitha z roku 1828. V současné době (2018) se v kostele nenacházejí a jejich osud není známý. Na bočních stěnách lodi jsou obrazy křížové cesty a novodobá kopie Sixtinské madony. K současnému vybavení patří také mramorová křtitelnice z roku 1788.
Varhany v pseudorománské dvouvěžové skříni zhotovil pražský varhanář Heinrich Schiffner v roce 1895. Měchy byly tehdy použity z předchozího nástroje.